# Hoplandothrips choritus
Hoplandothrips choritus är en insektsart som beskrevs av Laurence A. Mound och Walker 1986. Hoplandothrips choritus ingår i släktet Hoplandothrips och familjen rörtripsar. Inga underarter finns listade i Catalogue of Life.